# Die Nacht des Mörders
Die Nacht des Mörders (jap. 無理心中日本の夏, Muri Shinjū: Nihon no Natsu) von 1967 ist der zehnte Spielfilm des japanischen Regisseurs Nagisa Ōshima. Das Werk ist auch unter dem Titel Japanischer Sommer: Doppelselbstmord unter Zwang bekannt, einer wörtlichen Übersetzung des Originaltitels.

## Handlung
Das 18-jährige Mädchen Nejiko begegnet Otoko (wörtlich: „Mann“), der sich vorgenommen hat zu sterben. Sie hängt sich an ihn und bekundet fortwährend ihr sexuelles Interesse. Als die beiden in einer weiten Ebene aus angetrocknetem Lehmboden ruhen, erscheinen Männer mit einem Vermessungsband. Sie scheuchen die beiden zur Seite und graben an dieser Stelle eine Kiste aus. Otoko und Nejiko sehen sich trotz Warnungen den Inhalt der Kiste – es sind Waffen – an. Deshalb zwingen die Männer sie, in eine entfernte, stillgelegte Lagerhalle mitzugehen. Dort und in benachbarten Hallen haben sich kriminelle Gruppen versammelt und bereiten sich auf Bandenkämpfe vor.
Nejiko und Otoko werden in einen großen Raum mit einigen Gefangenen geführt. Unter ihnen ist ein Gefesselter, den man nicht losbinden darf, weil er sonst mit seinem Messer Leute ersticht, ein Student, der nur das Ziel kennt, ein Gewehr in den Händen zu halten, und „Spielzeug“, der seinen alten Revolver pflegt. Ein fortan „Fernsehen“ genannter Mann trägt einen kleinen Fernseher in die Halle. Durch das Fernsehgerät erfahren die Gefangenen, dass in Japan ein „Weißer“, ein westlicher Mann mit einem Gewehr umgeht und aus dem Hinterhalt bereits mehrere Menschen erschossen hat. Die Behörden empfehlen, sich zu Hause einzuschließen. Lange versucht Nejiko erfolglos, unter den Männern einen zum Beischlaf bereiten zu finden. Anläufe mit dem Gefesselten und mit Otoko werden von ablenkenden Ereignissen vereitelt. Irgendwann merken die Versammelten, dass sie gar nicht mehr bewacht sind und die Halle verlassen können. Dennoch bleiben die meisten. Der Student begibt sich in die Stadt, wo er bei der ersten Gelegenheit zwei Polizisten niederschießt. In die Halle zurückgekehrt, erklärt er, dass es nicht so erfüllend war wie erhofft. Nejiko hat inzwischen mit drei Männern geschlafen und findet es auch nicht befriedigend. Nachdem einige der Gefangenen sich gegenseitig getötet haben, machen der Student, „Spielzeug“, „Fernsehen“, Otoko und Nejiko sich auf, den „Weißen“ zu erlegen. Otoko geht auf den Eingang zu, in dem sich der Schütze verschanzt hat, und nähert sich ihm auf Armlänge, ohne dass der „Weiße“ schießt. Der Rest der Gruppe kommt hinzu, und der „Weiße“ schließt sich ihnen an. Von der Polizei verfolgt und ihr Gefechte liefernd, flüchtet die Gruppe auf einen runden kleinen Hügel. Nacheinander werden „Spielzeug“, der Student, und der „Weiße“ niedergestreckt. „Fernsehen“ will sich der Polizei ergeben, doch Otoko schießt ihn aus der Distanz nieder. Zuletzt vereinigen sich Nejiko und Otoko zum Liebesakt; ob sie den Kugelhagel der Polizei überleben, bleibt offen.

## Bedeutung
Immer wieder hantieren die Protagonisten mit traditionellen japanischen Schwertern, alten Pistolen und modernsten Gewehren. Damit fragt Oshima nach dem gesellschaftlichen Stellenwert der Gewalt. Der „Weiße“ stellt sich als ein blonder, blauäugiger Amerikaner heraus, der mit Südstaatenakzent (wenig) spricht und ein gestreiftes Hemd trägt. Mit seinem Gesicht und Haarschnitt ähnelt er Lee Harvey Oswald. Tessier meinte, der Symbolismus sei für ein Publikum, das mit den zeitgenössischen Bezügen nicht vertraut ist, kaum zu entziffern. Der Film sei auf halber Strecke zwischen avantgardistischem Theater und einem fantastischen Comic anzusiedeln. „Voller Anarchie und Nihilismus, besessen von Zerstörung und Nichtigkeiten, verliert sich der Film in Oshimas Faszination für seine eigenen Strukturelemente.“ Der Regisseur gestalte den traditionellen japanischen Doppelselbstmord eines Liebespaars (Shinjū) als einen vergeblichen Akt des Widerstands gegen den Staat. Desser deutete insbesondere die Schlussszene so, dass sexuelle Befreiung und politische Revolution dieselbe Kraft seien.